# (2686) Linda Susan
(2686) Linda Susan est un astéroïde de la ceinture principale.

## Description
(2686) Linda Susan est un astéroïde de la ceinture principale. Il fut découvert le 5 mai 1981 à l'Observatoire Palomar par Carolyn S. Shoemaker. Il présente une orbite caractérisée par un demi-grand axe de 3,00 UA, une excentricité de 0,05 et une inclinaison de 9,3° par rapport à l'écliptique.

## Compléments